# Verkeersborden in België - Serie F: Aanwijzingsborden
Verkeersborden zoals gedefinieerd in Titel III Hoofdstuk II van het Belgische Koninklijk Besluit van 1 december 1975 van het algemeen reglement op de politie van het wegverkeer en van het gebruik van de openbare weg. (B.S. 09.12.1975) - Serie F.

## F: Aanwijzingsborden

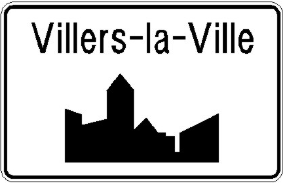
F1a: Begin van een bebouwde kom.
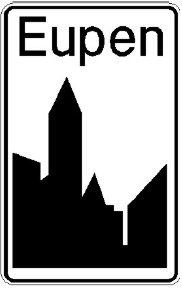
F1a: Begin van een bebouwde kom. (rechtop)
F1bh: Begin van een bebouwde kom.
F1bv: Begin van een bebouwde kom.
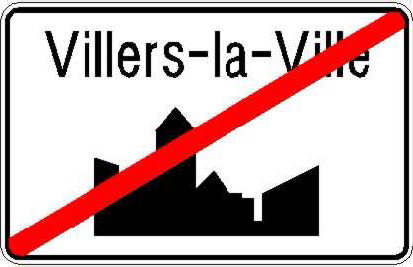
F3a: Einde van een bebouwde kom.
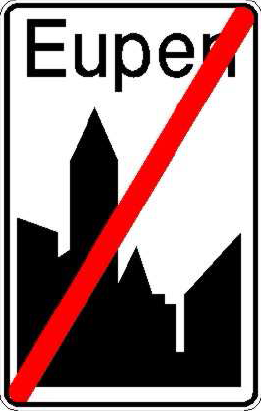
F3a: Einde van een bebouwde kom. (rechtop)
F3bh: Einde van een bebouwde kom.
F3bv: Einde van een bebouwde kom.
F4a: Begin van een zone met een snelheidsbeperking van 30 km per uur.
F4b: Einde van een zone met een snelheidsbeperking van 30 km per uur.
F5: Begin van een autosnelweg.
F7: Einde van een autosnelweg.
F8: Tunnel
F9: Autoweg.
F11: Einde van een autoweg.
F12a: Begin van een woonerf of van een erf.
F12b: Einde van een woonerf of van een erf.
F13: Verkeersbord dat pijlen op een rijbaan aankondigt en de keuze van een rijstrook voorschrijft.
F14: Opstelvak voor fietsers en bestuurders van tweewielige bromfietsen.
F15: Verkeersbord dat de keuze van een richting voorschrijft.
F17: Busstrook.
F18: Bijzondere overrijdbare bedding.
F19: Openbare weg met eenrichtingsverkeer.
F21: Rechts of links voorbijrijden toegelaten.
F23a: Nummerbord van een gewone weg.
F23b: Nummerbord van een autosnelweg.
F23c: Nummerbord van een internationale weg.
F23d: Nummerbord van een ringweg.
F25: Voorwegwijzer.
F27: Voorwegwijzer.
F29: Wegwijzer.
F31: Wegwijzer naar een autosnelweg.
F33a: Wegwijzer naar een ringweg.
F33b: Wegwijzer naar vallei of waterloop.
F33c: Wegwijzer naar toeristische attracties of sportcentra.
F34a: Etablissementen van openbaar nut.
F34b1: Wegwijzer voor bepaalde weggebruikers.
F34b2: Wegwijzer voor bepaalde weggebruikers (alternatief formaat).
F34c1: Wegwijzer voor bepaalde weggebruikers naar toeristische attracties of sportcentra.
F34c2: Wegwijzer voor bepaalde weggebruikers naar toeristische attracties of sportcentra (alternatief formaat).
F35: Wegwijzer naar toeristische attracties of sportcentra.
F37: Wegwijzer naar hotels, motels, restaurants (klein formaat).
F39: Voorwegwijzer wegomlegging.
F41: Wegomlegging.
F43: Plaatsnaambord.
F45: Doodlopende weg.
F45b: Doodlopende weg, uitgezonderd voor voetgangers en fietsers.
F47: Einde van de werken.
F49: Oversteekplaats voor voetgangers.
F50: Oversteekplaats voor fietsers.
F50bis: Waarschuwing voor rechtsafslaande bestuurders voor fietsers.
F51: Ondergrondse of bovengrondse oversteekplaats voor voetgangers.
F52:nooduitgang.
F52bis: Vluchtroute.
F53: Verplegingsinrichting.
F55: Hulppost.
F56: Brandblusapparaat.
F57: Waterloop.
F59: Aankondiging van een parking.
F60: Aankondiging van een overdekte parking.
F61: Telefoon.
F62: Noodtelefoon.
F63: Tankstation.
F65: Hotel of motel.
F67: Restaurant.
F69: Drankgelegenheid.
F71: Kampeerterrein.
F73: Caravanterrein.
F75: Jeugdherberg.
F77: Trefpunt toeristische informatie.
F79: Aankondiging vermindering rijstroken.
F81: Aankondiging uitwijking rijstroken.
F83: Doorsteek middenberm.
F85: Verkeer toegelaten in beide richtingen op een deel van de rijbaan met eenrichtingsverkeer.
F87: Verhoogde inrichting(en).
F89: Aankondiging snelheidsbeperking per rijstrook.
F91: Snelheidsbeperking per rijstrook.
F93: Radio verkeersinformatie.
F95: Noodstopstrook.
F97: Versmalling weg.
F98: Vluchthaven.
F99a: Voorbehouden voor voetgangers, fietsers en ruiters.
F99b: Voorbehouden voor voetgangers en fietsers.
F99c: Voorbehouden voor landbouwvoertuigen, voetgangers, fietsers en ruiters.
F101a: Einde F99a.
F101b: Einde F99b.
F101c: Einde F99c.
F103: Begin voetgangerszone.
F105: Einde voetgangerszone.
F111: Begin van een fietszone. (tekst 'fietszone' of 'zone cyclable' is optioneel)(voor 1 april 2023 werd de tekst 'fietsstraat' of 'rue cyclable' gebruikt)
F117: Begin van een lage emissiezone.
F118: Einde van een lage emissiezone.
F119: Begin van een luchthavengebied.
F120: Einde van een luchthavengebied.

### Historische borden

F1: Begin van een bebouwde kom. (afgeschaft sinds 2015)
F3: Einde van een bebouwde kom. (afgeschaft sinds 2015)
F107: Inhaaltoelating. (afgeschaft sinds 2019)
F109: Einde inhaaltoelating. (afgeschaft sinds 2019)
F113: Einde van een fietszone. (tekst 'fietszone' of 'zone cyclable' is optioneel)(voor 1 april 2023 werd de tekst 'fietsstraat' of 'rue cyclable' gebruikt)

A: Gevaarsborden · 
B: Voorrangsborden · 
C: Verbodsborden · 
D: Gebodsborden · 
E: Parkeren- en stilstaanborden · 
F: Aanwijzingsborden

Onderborden